# Andrena tobiasi
Andrena tobiasi là một loài Hymenoptera trong họ Andrenidae. Loài này được Osytshnjuk mô tả khoa học năm 1983.